# Centurizace

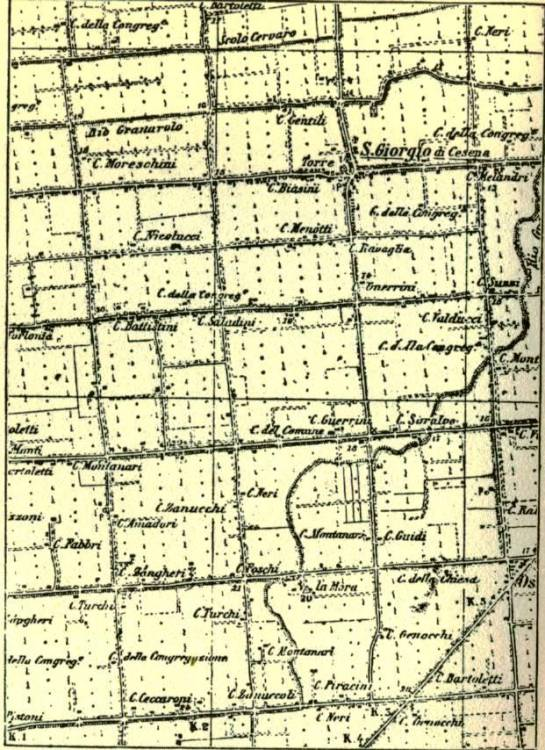
Pozůstatek římské sítě cest na italské vojenské mapě v 19. století.

Centurizace odkazuje na praxi uspořádání silnic a pozemků do pravidelných čtverců, analogicky jako je tomu v případě pravidelné uliční sítě. Prováděna byla v Římské říši. Díky znalosti geodezie byli Římané schopni realizovat rozsáhlé úpravy terénu tímto způsobem v ohromných měřítkách.

## Historie
Římané tento proces realizovali v oblastech, které postupně kolonizovali. Poprvé se objevil nejspíše ve 4. století př. n. l. v oblasti severovýchodně od Říma a někdy okolo roku 268 př. n. l. je doloženo jeho provádění i v oblasti okolo řeky Pádu, konkrétně v blízkosti Rimini (latinsky Ariminum). Okolo roku 133 př. n. l. byl vydán zákon o privatizaci veřejné půdy, který motivoval jednotlivé oblasti v říši k dělení rozsáhlých ploch právě pomocí tohoto způsobu.
Okolo počátku našeho letopočtu byl realizován i v Podunají, Galii a Británii. Jednotlivé dílce nebyly oddělovány vždy cestami, mnohdy tak bylo činěno i kanály nebo ploty.
Rozdělení krajiny nebylo v průběhu dlouhých římských dějin prováděno jedním způsobem, mezi Římem a Salernem bylo napočítáno na 80 různých způsobů, jak byla krajina rozdělována. Nejčastější bylo nicméně rozdělení krajiny na čtverce o straně s délkou 2400 římských stop (710 m), které byly následně mohly být rozděleny na dalších 100 menších částí s délkou 71 x 71 m. Právě podle uvedeného počtu sta vznikl i název této praxe.

## Výskyt
Praxe byla uplatňována po staletí v podstatě na celém území Římské říše. Do moderní doby se pozůstatky takto uspořádané krajiny dochovaly např. v oblasti severní Itálie (Emilia-Romagna, Benátsko) v Dalmácii nebo v Africe. Díky modernímu snímkování krajiny jsou pozůstatky původních cest nebo kanálů dobře viditelné, je možné je rovněž pozorovat i z letadla.

## Dopady
Důvodem pro tuto praxi byla jednodušší správa území, lepší organizace dopravy a obchodu. Jednodušší byl i výběr daní z jednotlivých ploch a zajišťování zásobování armády. Kromě silnic systém zahrnoval i kanály, které sloužily jednak pro odvodňování močálů, jednak pro zavlažování méně úrodných oblastí. Efektivnější a snadnější byla také evidence vlastnictví jednotlivých pozemků a případné přidělování (např. vojákům) nebo státu.